# Шкерин, Ларион Михайлович
Ларион Михайлович Шкерин (род. 1942, Москва) — советский геолог и планетолог. Открыл и описал метеоритный кратер Таван-Хара-Ово в Монголии.

## Биография
Родился 20 августа 1942 года в Москве. В 1949—1959 годах учился в средней школе № 11 в Москве. В 1960—1961 годах работал токарем на военном заводе.
В 1961—1966 годах учился на геолого-разведочном факультете в Московском институте нефтехимической и газовой промышленности им. И. М. Губкина.
В 1967—1974 годах работал в ГИН АН СССР, Кабинете сравнительной планетологии, Лаборатории сравнительной тектоники, Отдела тектоники.
Занимался изучением геологии ударных кратерных структур. Участвовал в экспедициях по Кавказу, Средней Азии, Хабаровский и Амурский край, а также в Монголии. 
Впервые описал импактный кратер Таван-Хара-Ово, расположенный в юго-восточной Монголии.
На примере изучения земных метеоритных кратеров выяснял происхождение лунных и марсианских кратерообразных структур.